# Fjodor Fjodorowitsch Schaljapin
Fjodor Fjodorowitsch Schaljapin, russisch Фёдор Фёдорович Шаля́пин, (* 23. Septemberjul. / 6. Oktober 1905greg. in Moskau; † 17. September 1992 in Rom) war ein russischer Schauspieler.

## Leben
Schaljapin war das jüngste der sechs Kinder des berühmten Sängers Fjodor Iwanowitsch Schaljapin und der Primaballerina Iola Tornagi. In seiner Jugend machte er Bekanntschaft mit Künstlern wie Sergei Wassiljewitsch Rachmaninow oder Konstantin Alexejewitsch Korowin, die mit seinem Vater befreundet waren. Aus Russland emigrierte er 1924 und zog nach Paris zu seinem Vater. Schaljapin hatte selbst eine wohltönende Bass-Bariton-Stimme, die er später auch in Tonfilmen wie Balalaika und Wem die Stunde schlägt einsetzen konnte. 
Bereits in den 1920er-Jahren übernahm er einige Rollen in europäischen Stummfilmen. Ende der 1930er-Jahre zog er nach Hollywood und übernahm dort eine Vielzahl an Nebenrollen. Nach dem Zweiten Weltkrieg zog Schaljapin nach Rom und setzte dort seine Karriere als Schauspieler fort. So spielte er etwa in Dario Argentos Horrorfilm Horror Infernal die Figur des Professor Arnold. 1986 übernahm Schaljapin die Rolle des Mönches Jorge von Burgos in der Umberto-Eco-Verfilmung Der Name der Rose. In seinen letzten Lebensjahren folgten wieder vermehrt Engagements in Hollywood-Produktionen, so als lebenslustiger Großvater einer italoamerikanischen Familie in der oscarprämierten Komödie Mondsüchtig oder als Vater von Robert De Niros Hauptfigur in Stanley & Iris.

## Filmografie (Auswahl)
- 1926: Into Her Kingdom
- 1928: Wolga-Wolga
- 1929: Das Schiff der verlorenen Menschen
- 1937: Lancer Spy
- 1939: Balalaika
- 1943: Botschafter in Moskau (Mission to Moscow)
- 1943: Wem die Stunde schlägt (For Whom the Bell Tolls)
- 1943: Three Russian Girls
- 1944: Song of Russia
- 1944: Abenteuer im Harem (Lost in a Harem)
- 1945: Skandal bei Hofe (A Royal Scandal)
- 1945: Broadway Melodie 1950 (Ziegfeld Follies)
- 1948: Triumphbogen (Arch of Triumph)
- 1959: Herodes – Blut über Jerusalem (Erode il Grande)
- 1959: Wolgaschiffer (I battellieri del Volga)
- 1960: Aufstand der Tscherkessen (I cosacchi)
- 1960: Rasputin, der Dämon von Petersburg (L’ultimo zar)
- 1961: Franz von Assisi (Francis of Assisi)
- 1962: Sodom und Gomorrha (Sodom and Gomorrah)
- 1962: Kaiserliche Venus (Venere imperiale)
- 1963: Der Henker von Venedig (Il boia di Venezia)
- 1963: Der Löwe von San Marco (Il leone di San Marco)
- 1964: Das war Buffalo Bill (Buffalo Bill, l’eroe del Far West)
- 1964: Die Todesstrahlen des Dr. Mabuse
- 1967: Die Subversiven (I sovversivi)
- 1972: Fellinis Roma (Roma)
- 1972: Der lange Schwarze mit dem Silberblick (All’onorevole piacciono le donne)
- 1976: Giacomino – Odyssee eines Kindes (La linea del fiume)
- 1976: Velluto nero
- 1980: Horror Infernal (Inferno)
- 1986: Salomè (Salome)
- 1986: Der Name der Rose
- 1987: Mondsüchtig (Moonstruck)
- 1988: Catacombs – Im Netz des Dunkeln (Catacombs)
- 1988: Die Partie seines Lebens (La partita)
- 1989: The Church (La chiesa)
- 1989: Kinski Paganini (Paganini)
- 1990: Stanley & Iris
- 1990: Die Hure des Königs (La Putain du roi)
- 1991: Der innere Kreis (The Inner Circle)
- 1992: Max & Jeremie (Max et Jérémie)